# Riff-Raff
Riff-Raff és una pel·lícula britànica de 1991 dirigida per Ken Loach i protagonitzada per Robert Carlyle. En els Premis de Cinema Europeu de 1991 va obtenir el guardó a la millor pel·lícula. Com a la majoria de les seves pel·lícules, Riff-Raff en un retrat naturalista de la Gran Bretanya moderna. El seu protagonista Stevie, interpretat per Robert Carlyle, és una escocès de Glasgow recentment excarcerat que s'ha mudat a Londres i ha obtingut un treball en una constructora que transforma cases antigues en apartaments de luxe.

## Argument
Patrick "Stevie" Logan se’n va a Londres sense tenir domicili i busca feina en un edifici en construcció. Sabent que no té casa, els seus nous companys de treball Larry, Mo i Shem s'ofereixen voluntaris per trobar-li un apartament buit en els apartaments propers perquè l'ocupi. Stevie coneix Susan, que intenta ser actriu i cantant, quan troba la seva bossa i li torna. Aquesta trobada casual els porta a una relació turbulenta.
Stevie convenç a alguns dels seus companys de treball perquè donin suport Susan en un dels seus concerts en un pub on canta Always on My Mind. El públic és inicialment hostil, però Larry els renya i els anima a tornar a cridar a Susan perquè canti una altra peça, i ella decideix donar la benvinguda a "With a Little Help from My Friends". Susan es trasllada al pis de Stevie, on són feliços durant un temps.
En la construcció de l'edifici la vida segueix una sèrie d'aventures i faltes menors. Larry sol opinar com a obrer d'esquerres,contrari a Margaret Thatcher i el governant partit conservador, però ningú no comparteix la seva opinió que la política és important per a la seva vida quotidiana i que gairebé no els interessa les seves condicions de seguretat laboral. Mentrestant, el directiu expulsa els homes pels seu mal comportament.
La relació de Stevie i Susan es tensa. Susan acostuma a tenir emocions negatives per la manca d'èxit en la seva carrera. Stevie, en canvi, pot arribar a ser cruel i insensible amb ella. Després d'escoltar el seu nom a la ràdio, Stevie s'assabenta que la seva mare ha mort, de manera que va al seu funeral a Escòcia. En la seva absència, Susan comença a injectar-se heroïna, proporcionada per alguns joves que viuen al bloc de pisos. Això precipita el final de la seva relació i la sobtada marxa de Susan.
Larry és acomiadat del treball després de demanar condicions laborals més segures. Després de fer broma sobre fer una trucada telefònica al mòbil del cap, Shem també és acomiadat, i més tard arrestat per agredir el gerent. Desmonde, un altre treballador de la construcció, s'estavella al terrat de l'edifici i, malgrat que Stevie i Mo intenten salvar-lo, cauen a terra i resulten ferits greus. La causa de l'accident són les bastides precàries, sobre les que els treballadors ja havien avisat. Stevie i Mo tornen a l'edifici de nit i li calen foc.

## Repartiment
- Robert Carlyle: Steve
- Emer McCourt: Susan
- Richard Belgrave: Kojo
- Jim R. Coleman: Shem
- David Finch: Kevin
- Garrie J. Lammin: Mick
- Dean Perry: Wilf
- George Moss: Mo
- Willie Ross: Gus Siddon
- Ade Sapara: Fiaman
- Ricky Tomlinson: Larry
- Derek Young: Desmonde
- Peter Mullan: Jake

## Premis
- 44è Festival Internacional de Cinema de Canes: premi FIPRESCI[4]
- Premis del Cinema Europeu: Millor actor secundari.[5]
- Goya a la millor pel·lícula europea (1992)[6]